# 刘加平 (1956年)
刘加平（1956年11月5日—），男，陕西大荔人，中国建筑热工与节能专家，西安建筑科技大学教授。

## 生平
1982年获西北大学理学学士学位。1984年获郑州工学院土木建筑工程系硕士学位。1999年获重庆建筑大学建筑技术科学工学博士学位。

## 荣誉
2011年当选为中国工程院院士。